# Wyeomyia pampithes
Wyeomyia pampithes är en tvåvingeart som först beskrevs av Dyar och Nunez Tovar 1928.  Wyeomyia pampithes ingår i släktet Wyeomyia och familjen stickmyggor. Inga underarter finns listade i Catalogue of Life.